# Wheelman
Pour plus de détails, voir Fiche technique et Distribution.
Wheelman est un film américain réalisé par Jeremy Rush. Il est présenté au Fantastic Fest en septembre 2017, avant d'être disponible sur Netflix depuis le 20 octobre 2017.

## Synopsis
Engagé pour faire échapper des gangsters venus faire un braquage de banque, un chauffeur découvre qu'il a été manipulé et met tout en œuvre pour savoir qui l'a trahi.

## Fiche technique
- Titre : Wheelman
- Réalisation : Jeremy Rush
- Scénario : Jeremy Rush
- Musique : Brooke Blair et Will Blair
- Photographie : Juan Miguel Azpiroz
- Montage : Padraic McKinley
- Production : Joe Carnahan, Craig Chapman, Frank Grillo et Myles Nestel
- Société de production : Solution Entertainment Group et WarParty Films
- Pays :  États-Unis
- Genre : Action, film de gangsters et thriller
- Durée : 82 minutes
- Dates de sortie : 20 octobre 2017 (Netflix)

## Distribution
- Frank Grillo (VF : Jérôme Pauwels) : le pilote
- Garret Dillahunt (VF : Vincent Ropion) : Clayton
- Caitlin Carmichael (VF : Maryne Bertieaux) : Katie
- Wendy Moniz (VF : Claire Guyot) : Jessica
- Shea Whigham (VF : Gilles Morvan) : Gros Enculé, le braqueur à la crête
- Slaine (VF : Emmanuel Jacomy) : le commanditaire qui écoute du jazz
- John Cenatiempo (VF : Michel Vigné) : le vrai commanditaire

 Source et légende : version française (VF) sur RS Doublage